# Macromia miniata
Macromia miniata – gatunek ważki z rodziny Macromiidae. Jest endemitem Ghatów Zachodnich w południowo-zachodnich Indiach.
Gatunek ten opisał w 1924 roku brytyjski entomolog Frederic Charles Fraser. Później takson ten był zwykle uznawany za synonim Macromia flavocolorata. W 2023 roku Sadasivan i współpracownicy wyrazili przypuszczenie, że może on jednak stanowić odrębny gatunek, co w 2025 roku na podstawie badań filogenetyki molekularnej potwierdzili Kosterin i  współpracownicy.